# Uomini (film)
Uomini (Männer...) è un film del 1985 diretto da Doris Dörrie.